# Parafia św. Michała Archanioła w Hatawie
Parafia św. Michała Archanioła w Hatawie – rzymskokatolicka parafia znajdująca się w Hatawie, w archidiecezji mińsko-mohylewskiej, w dekanacie Mińsk-Wschód, na Białorusi.

## Historia
Parafię erygował 15 listopada 2004 arcybiskup mińsko-mohylewski kard. Kazimierz Świątek. Jej prowadzenie powierzono michalitom. Obecna trwa budowa kościoła.